# Unione Sportiva Pontedera 1967-1968
Questa voce raccoglie le informazioni riguardanti l'Unione Sportiva Pontedera nelle competizioni ufficiali della stagione 1967-1968.

## Rosa
| N. |                   | Ruolo | Calciatore          |
| -- | ----------------- | ----- | ------------------- |
|    | Italia (bandiera) | P     | Giuseppe Antonelli  |
|    | Italia (bandiera) | C     | Alfredo Balduccelli |
|    | Italia (bandiera) | C     | Giacomo Bascialla   |
|    | Italia (bandiera) | C     | Mario Benedetti     |
|    | Italia (bandiera) | D     | Renato Benevelli    |
|    | Italia (bandiera) | A     | Walter Canesi       |
|    | Italia (bandiera) | D     | Benito Davanzati    |
|    | Italia (bandiera) | C     | Sergio Gesi         |
|    | Italia (bandiera) | C     | Mauro Giannattasio  |
|    | Italia (bandiera) |       | Giglioli            |
|    | Italia (bandiera) | C     | Alberto Lazzerini   |

| N. |                   | Ruolo | Calciatore          |
| -- | ----------------- | ----- | ------------------- |
|    | Italia (bandiera) | D     | Guido Mannari       |
|    | Italia (bandiera) | C     | Gianfranco Marchi   |
|    | Italia (bandiera) | C     | Piero Peroni        |
|    | Italia (bandiera) | P     | Vittorio Roma       |
|    | Italia (bandiera) | D     | Claudio Salvadorini |
|    | Italia (bandiera) | C     | Giancarlo Succi     |
|    | Italia (bandiera) | A     | Publio Tognoni      |
|    | Italia (bandiera) | D     | Franco Vanni        |
|    | Italia (bandiera) | A     | Emilio Venturelli   |
|    | Italia (bandiera) | D     | Roberto Vuerich     |
|    | Italia (bandiera) | A     | Renzo Zimerle       |